# Mérétéon
Mérétéon est une localité située dans le département de Kpuéré de la province du Noumbiel dans la région Sud-Ouest au Burkina Faso.

## Santé et éducation
Le centre de soins le plus proche de Mérétéon est le centre de santé et de promotion sociale (CSPS) de Kpuéré tandis que le centre médical avec antenne chirurgicale (CMA) de la province se trouve à Batié.